# العوينات (تونس)
العوينات هي حي تابع لمعتمدية المطوية بالجنوب التونسي. توجد على الطريق الوطنية رقم واحد. وتوجد بها محطة قطار أقيمت منذ العهد الفرنسي.

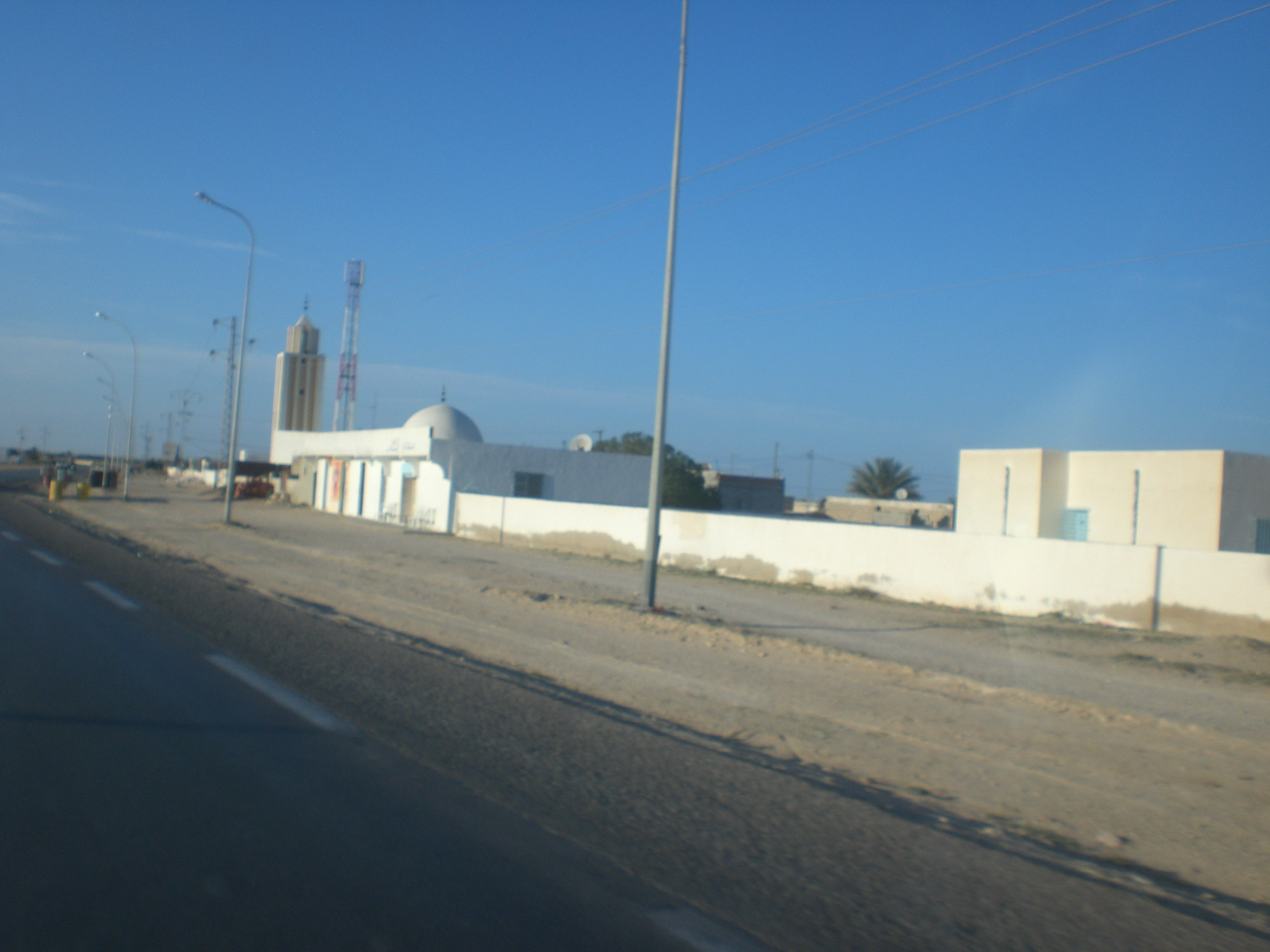
قرية العوينات بالجنوب التونسي